# Loxosomatidae
Los loxosomátidos (Loxosomatidae) son una familia de entoproctos que contiene cuatro géneros. Son animales sésiles que se alimentan por filtración del plancton mediante su corona tentacular y pueden ser hermafroditas. La familia contiene más de 130 especies y con frecuencia se hallan nuevas especies.

## Taxonomía
A continuación se muestra los géneros, especies y los autores de su descripción:
- Loxomespilon
  - Loxomespilon perezi Bobin & Prenant, 1953
- Lexomitra
  - Loxomitra annulata (Harmer, 1915)
  - Loxomitra kefersteinii (Claparède, 1867)
  - Loxomitra mizugamaensis Iseto, 2002
  - Loxomitra ryukyuensis Iseto, 2006
  - Loxomitra tetraorganon Iseto, 2002
- Lexosomella
  - Loxosoma agile Nielsen, 1964
  - Loxosoma annelidicola (Van Beneden & Hesse, 1864)
  - Loxosoma axisadversum Konno, 1972
  - Loxosoma claparedei Bobin & Prenant, 1953
  - Loxosoma cubitus Konno, 1974
  - Loxosoma davenporti Nickerson, 1898
  - Loxosoma discoides Roldán, Villalba & Viéitez, 2019
  - Loxosoma fishelsoni Bobin, 1970
  - Loxosoma isolata Salvini-Plawen, 1968
  - Loxosoma jaegersteni Nielsen, 1966
  - Loxosoma loricatum Harmer, 1915
  - Loxosoma loxalina Assheton, 1912
  - Loxosoma monensis Eggleston, 1965
  - Loxosoma monilis Konno, 1973
  - Loxosoma nielseni Prpic, 2001
  - Loxosoma nung Nielsen, 1996
  - Loxosoma okudai Yamada, 1956
  - Loxosoma pectinaricola Franzén, 1962
  - Loxosoma poculi (Konno, 1977)
  - Loxosoma rhodinicola Franzén, 1962
  - Loxosoma saltans Assheton, 1912
  - Loxosoma sam Nielsen, 1996
  - Loxosoma significans Nielsen, 1964
  - Loxosoma singulare Keferstein, 1862
  - Loxosoma song Nielsen, 1996
  - Loxosoma spathula Nielsen, 1966
  - Loxosoma tetracheir (Nielsen, 1966)
  - Loxosoma vatilli Konno, 1977
- Lexosomella
  - Loxosomella aeropsis Borisanova, Chernyshev & Ekimova, 2018
  - Loxosomella akkeshiensis (Yamada, 1956)
  - Loxosomella alata (Barrois, 1877)
  - Loxosomella allax (Iseto, 2002)
  - Loxosomella almugnecarensis Tierno-de-Figueroa & Sánchez-Tocino, 2009
  - Loxosomella aloxiata Iseto, 2001
  - Loxosomella ameliae Sánchez-Tocino & Tierno-de-Figueroa, 2009
  - Loxosomella ampullae Konno, 1976
  - Loxosomella angusta Borisanova, 2016
  - Loxosomella antarctica Franzén, 1973
  - Loxosomella antedonis Mortensen, 1911
  - Loxosomella antis Krylova, 1985
  - Loxosomella aripes Nielsen, 1964
  - Loxosomella arvyae Bobin & Prenant, 1953
  - Loxosomella atkinsae Bobin & Prenant, 1953
  - Loxosomella bifida Konno, 1972
  - Loxosomella bilocata Nielsen, 1966
  - Loxosomella bimaculata Rützler, 1968
  - Loxosomella bocki Franzén, 1967
  - Loxosomella bouxini Bobin & Prenant, 1953
  - Loxosomella brachystipes Franzén, 1973
  - Loxosomella brochobola Emschermann, 1993
  - Loxosomella brucei Eggleston, 1965
  - Loxosomella brumpti (Nilus, 1909)
  - Loxosomella circularis (Harmer, 1915)
  - Loxosomella cirrifera (Harmer, 1915)
  - Loxosomella claviformis (Hincks, 1880)
  - Loxosomella cochlear (Schmidt, 1876)
  - Loxosomella collumnodi Konno, 1976
  - Loxosomella compressa Nielsen & Ryland, 1961
  - Loxosomella constricta (O'Donoghue, 1924)
  - Loxosomella crassicauda (Salensky, 1877)
  - Loxosomella cricketae Nielsen, 1966
  - Loxosomella cubana Varela, Tierno de Figueroa & Sánchez-Tocino, 2011
  - Loxosomella cuenoti Bobin & Prenant, 1953
  - Loxosomella decorata Nielsen, 2017
  - Loxosomella ditadii Marcus & Marcus, 1968
  - Loxosomella elegans Nielsen, 1964
  - Loxosomella fagei Bobin & Prenant, 1953
  - Loxosomella fauveli Bobin & Prenant, 1953
  - Loxosomella follicola Nielsen, 1966
  - Loxosomella fungiformis Bobin & Prenant, 1953
  - Loxosomella gautieri Bobin & Prenant, 1953
  - Loxosomella glandulifera Franzén, 1962
  - Loxosomella globosa Bobin & Prenant, 1953
  - Loxosomella harmeri (Schultz, 1895)
  - Loxosomella hispida Marcus & Marcus, 1968
  - Loxosomella illota Nielsen, 1966
  - Loxosomella intragemmata Iseto, 2003
  - Loxosomella kindai Krylova, 1985
  - Loxosomella lappa Iseto, 2001
  - Loxosomella lecythifera Iseto, 2003
  - Loxosomella leptoclini (Harmer, 1885)
  - Loxosomella lineata (Harmer, 1915)
  - Loxosomella macginitieorum Soule & Soule, 1965
  - Loxosomella marisalbi Bagrov & Slyusarev, 2002
  - Loxosomella marsypos Nielsen & Ryland, 1961
  - Loxosomella mepse du Bois-Reymond-Marcus, 1957
  - Loxosomella minuta (Osburn, 1912)
  - Loxosomella monensis Eggleston, 1965
  - Loxosomella monocera Iseto, 2001
  - Loxosomella mortenseni (du Bois-Reymond-Marcus, 1950)
  - Loxosomella murmanica (Nilus, 1909)
  - Loxosomella museriensis Bobin, 1968
  - Loxosomella neapolitana (Kowalevsky, 1866)
  - Loxosomella nielseni Prpic, 2001
  - Loxosomella nitschei (Vigelius, 1882)
  - Loxosomella nordgaardi Ryland, 1961
  - Loxosomella obesa (Atkins, 1932)
  - Loxosomella olei Bois-Reymond-Marcus, 1957
  - Loxosomella ornata Nielsen, 1964
  - Loxosomella parguerensis Rützler, 1968
  - Loxosomella parvipes Iseto, 2006
  - Loxosomella pectinaricola Franzén, 1962
  - Loxosomella perezi Bobin & Prenant, 1953
  - Loxosomella pes (Schmidt, 1878)
  - Loxosomella phascolosomata (Vogt, 1876)
  - Loxosomella pistilli Konno, 1975
  - Loxosomella plakorticola Iseto & Sugiyama, 2008
  - Loxosomella poculi Konno, 1977
  - Loxosomella polita Nielsen, 1964
  - Loxosomella prenanti Soule & Soule, 1965
  - Loxosomella profundorum Borisanova, Chernyshev, Neretina & Stupnikova
  - Loxosomella pseudocompressa Konno, 1977
  - Loxosomella pusilla (Harmer, 1915)
  - Loxosomella raja (Schmidt, 1875)
  - Loxosomella ramificata (Borisanova, 2016)
  - Loxosomella rhodinicola Franzén, 1962
  - Loxosomella sawayai (Marcus, 1939)
  - Loxosomella scaura Nielsen, 1964
  - Loxosomella seiryoini Emschermann, 1993
  - Loxosomella shizugawaensis (Toriumi, 1949)
  - Loxosomella similis Nielsen, 1964
  - Loxosomella spiropedis Konno, 1972
  - Loxosomella stomatophora Iseto, 2003
  - Loxosomella studiosorum (Toriumi, 1951)
  - Loxosomella tedaniae Rützler, 1968
  - Loxosomella teissieri (Bobin & Prenant, 1953)
  - Loxosomella tethyae (Salensky, 1877)
  - Loxosomella tonsoria Emschermann, 1993
  - Loxosomella triangularis Nielsen, 1966
  - Loxosomella umeri Konno, 1976
  - Loxosomella unicornis Borisanova & Krylova, 2014
  - Loxosomella vancouverensis Rundell & Leander, 2012
  - Loxosomella varians Nielsen, 1964
  - Loxosomella velata (Harmer, 1885)
  - Loxosomella vivipara Nielsen, 1966
  - Loxosomella worki Nielsen, 1966
  - Loxosomella zima Marcus & Marcus, 1968